# Loris Tarabini
Loris Tarabini (* 6. Januar 1987 in Como) ist ein ehemaliger italienischer Grasskiläufer. Er nahm von 2004 bis 2006 an drei Juniorenweltmeisterschaften und mehreren Weltcuprennen teil.

## Karriere
Tarabini bestritt seine ersten internationalen Rennen bei der Juniorenweltmeisterschaft 2004 in Rettenbach. Dabei konnte er sich aber nur im Schlussfeld klassieren und belegte im Riesenslalom und im Super-G jeweils Platz 34. Am 30. Juli 2004 bestritt er im Riesenslalom von Forni di Sopra sein erstes und in dieser Saison einziges Weltcuprennen, schied aber bereits im ersten Durchgang aus. Im September desselben Jahres nahm er an den FIS-Rennen in Passo della Presolana teil und erreichte dabei als bestes Resultat Rang elf im Slalom. Seine nächsten FIS-Rennen bestritt er Anfang Juli 2005 in Rettenbach, kam dabei aber nicht über Rang 28 im Riesenslalom hinaus. Am 17. Juli 2005 gewann Tarabini mit Platz 29 im zweiten Super-G von Forni di Sopra seine ersten Weltcuppunkte. Diese waren in der Saison 2005 auch seine einzigen und er belegte damit im Gesamtweltcup zusammen mit seinem Landsmann Maicol Parati den 42. und zugleich vorletzten Platz. Bei der Juniorenweltmeisterschaft 2005 in Nové Město na Moravě wurde er 22. im Riesenslalom und 23. im Super-G.
Zu Beginn der Saison 2006 nahm Tarabini an den FIS-Rennen in Traisen und Chiomonte teil, kam dabei aber nur einmal unter die besten 30. Im Juli startete er bei der Juniorenweltmeisterschaft 2006 in Horní Lhota u Ostravy, wo ein 30. Platz im Super-G sein einziges Resultat war. Anfang September holte der Italiener bei den Weltcuprennen in Forni di Sopra zum zweiten Mal Weltcuppunkte. Er fuhr in beiden Super-Gs auf Platz 29, womit er im Gesamtweltcup der Saison 2006 punktegleich mit dem Schweizer Beat Krummenacher den 40. und, wie schon im Vorjahr, vorletzten Platz belegte. Diese Weltcuprennen waren zugleich seine letzten Wettkämpfe.

## Erfolge

### Juniorenweltmeisterschaften
- Rettenbach 2004: 34. Riesenslalom, 34. Super-G
- Nové Město na Moravě 2005: 22. Riesenslalom, 23. Super-G
- Horní Lhota u Ostravy 2006: 30. Super-G

### Weltcup
- Drei Platzierungen unter den besten 30